# Forcipomyia monoceros
Forcipomyia monoceros är en tvåvingeart som beskrevs av Debenham 1987. Forcipomyia monoceros ingår i släktet Forcipomyia och familjen svidknott. Inga underarter finns listade i Catalogue of Life.